# Csendes-óceáni osztriga
A csendes-óceáni osztriga (Crassostrea gigas) a kagylók (Bivalvia) osztályának fonálkopoltyúsak (Ostreoida) rendjébe, ezen belül az osztrigafélék (Ostreidae) családjába tartozó faj.

## Előfordulása
A csendes-óceáni osztriga eredeti előfordulási területe a Csendes-óceán ázsiai partjainál volt. Később pedig betelepítették Észak-Amerika, Európa, Ausztrália és Új-Zéland tengervizeibe is.

## Megjelenése
A héjának méretét nagy mértékben befolyásolja az a hely ahol éppen él. A nagy, kerekített, kiemelkedésekkel rendelkező héja igen durva tapintású, főleg a széleknél. A két héj eltér egymástól úgy méretben, mint alakban. A jobb oldali héj közepesen bemélyedt. A színezete példánytól függően változó, azonban általában a fehértől a szürkéig változik. A kifejlett példányok mérete 80-400 milliméter között lehet.

## Életmódja
A folyótorkolatok környékeit választja élőhelyül, ahol az árapálytérségben vagy az alatt telepszik le. 40 méternél mélyebbre nem hatol le. Főleg sziklákra vagy nagy kövekre tapad rá, de ha ezek nincsenek, akkor a homokos és iszapos tengerfenék is megfelel. Akár nagyobb, héjas állatokra is rátapadhat. A lárva gyakran a felnőtt héjára tapad. Ahová sok osztriga lárva telepszik le, ott akár osztrigaszirtek jöhetnek létre. Ennek a kagylónak a tökéletes vízsósság 20 és 35 ppt között van, azonban jól tűri a 38 ppt is, de ilyen feltételek között nemigen szaporodik. A vízhőmérséklet az 1,8 és 35 Celsius-fok között lehet.
A vadonban akár 30 évig is élhet; a tenyésztett példányokat 18-30 hónaposan gyűjtik be.
A csendes-óceáni osztriga állományokat és tenyészeteket számos ragadozó támadja. Közülük a legfőbb támadók a rákokhoz tartozó (Metacarcinus magister, Cancer productus és Metacarcinus gracilis), a tüskéscsigák (Muricidae) családjában levő Urosalpinx cinerea és ezek a tengericsillagok (Asteroidea): Pisater ochraceus, Pisater brevispinus, Evasterias troschelii és Pycnopodia helianthoides.
Továbbá betegségeket okozó vírusok és baktériumok (Mikrocytos mackini, Norcardia crassoteae), valamint az ember által okozott tengervizek szennyezettsége is kárt tesznek az állományokban.
A Macrochiron fucicolum, Modiolicola bifida, Myicola ostreae, Mytilicola intestinalis, Mytilicola orientalis, Ostrincola similis és Pseudomyicola spinosus nevű evezőlábú rákok (Copepoda) élősködnek rajta.

## Szaporodása
Habár általában nőstény és hím példányokból áll ez a faj, azért vannak hímnős egyedek is. Körülbelül 20 Celsius-fokos vízhőmérsékleten kezdenek szaporodni. A nőstény igen termékeny; egy szaporodási időszak alatt akár 50-200 millió petét termel.

## Felhasználása
Úgy Ázsiában, mint a betelepített helyeken ipari mértékű tenyésztése folyik. 2000-ben a tenyésztett osztrigafélék 98%-át a csendes-óceáni osztriga alkotta. 2003-ban, a világ összes csendes-óceáni osztrigáját 3,69 milliárd amerikai dollárra becsülték, ennek több, mint a felét Ázsia termelte.
2012-ben feltárták ennek az osztrigának a genomját; ebből pedig kitudódott, hogy az állatnak olyan génjei vannak, melyek megkönnyítik átvészelni a környezeti stresszeket.

## Képek

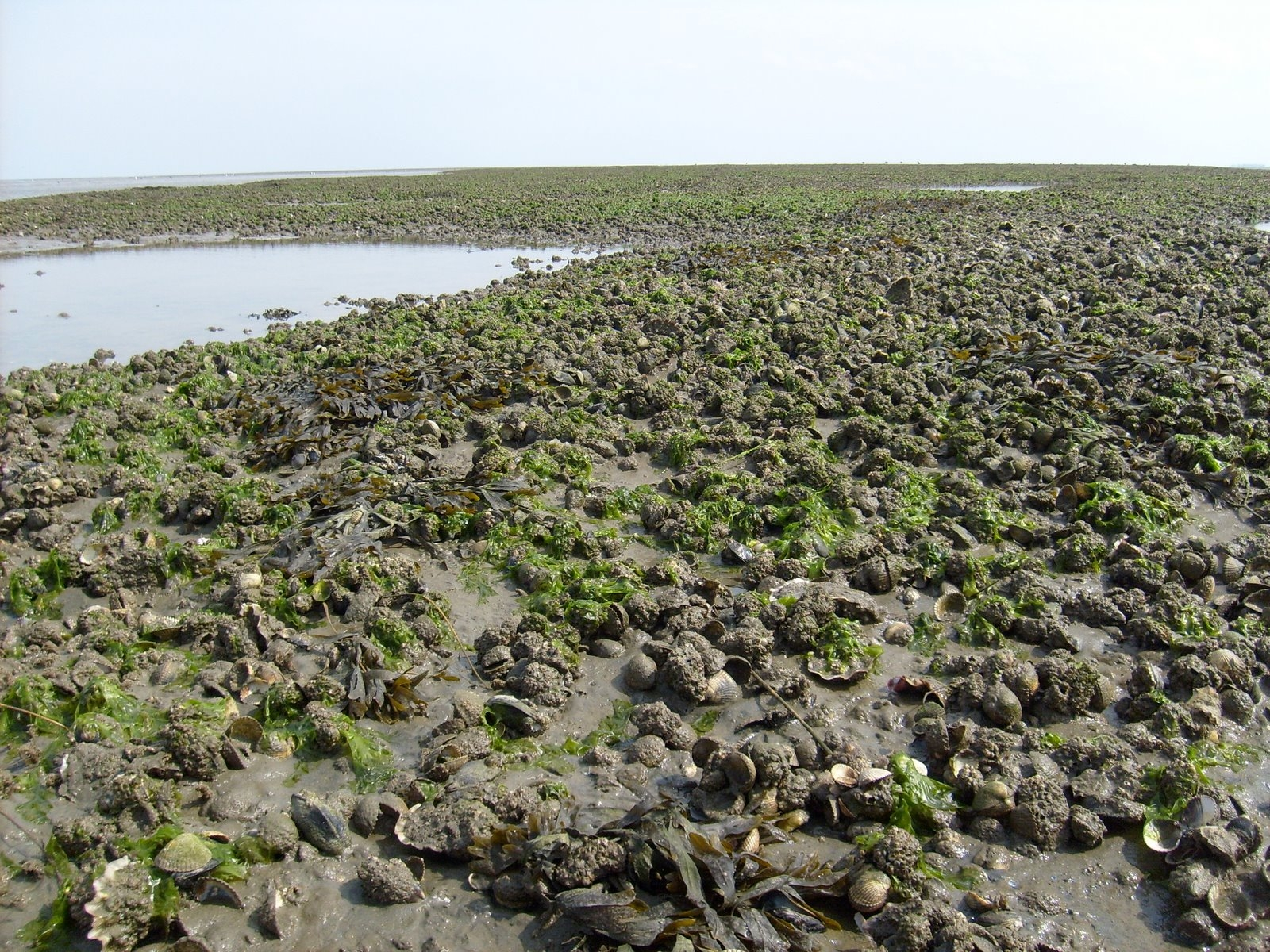
A vadonban kékkagylókkal társulva
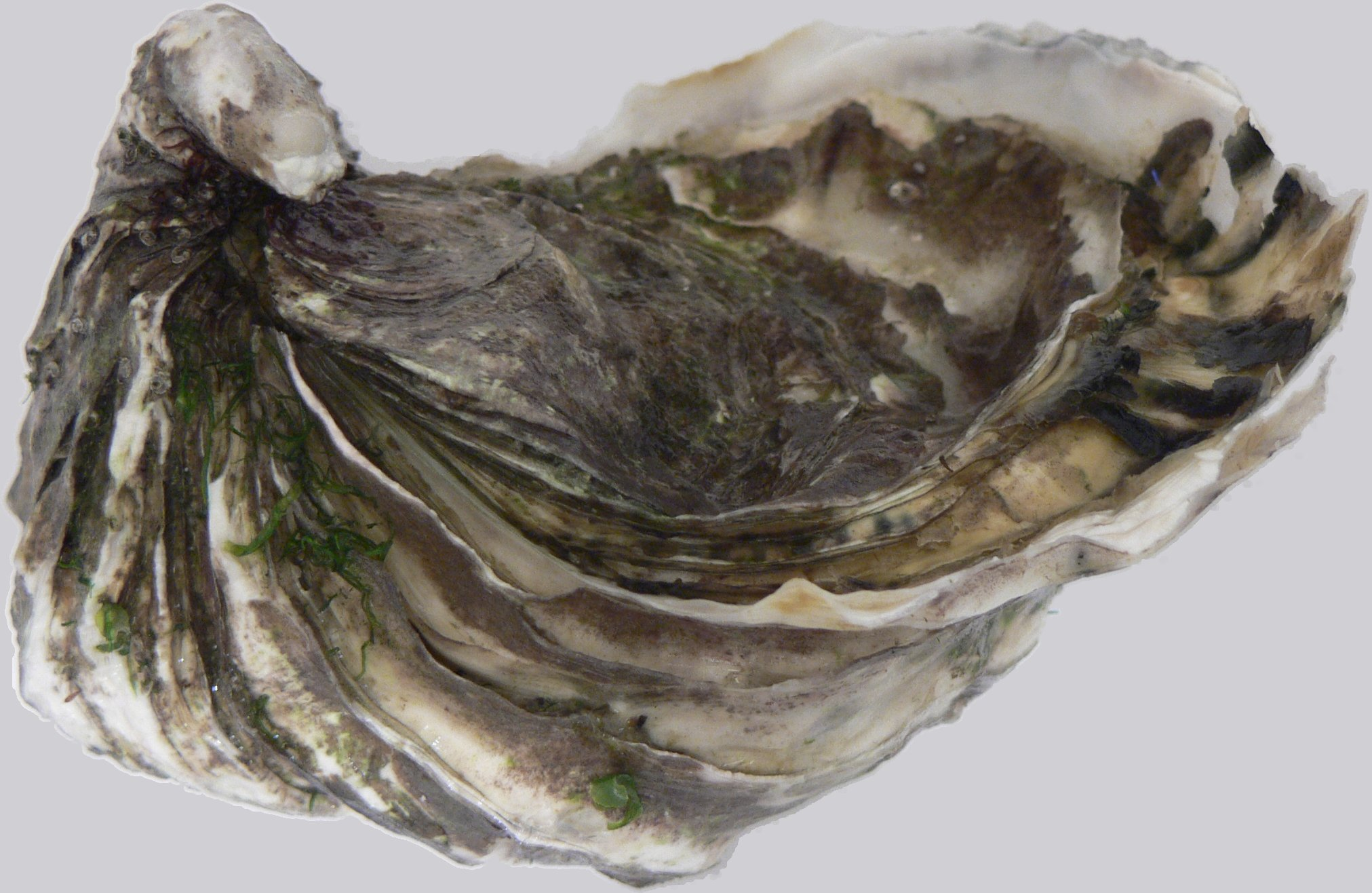
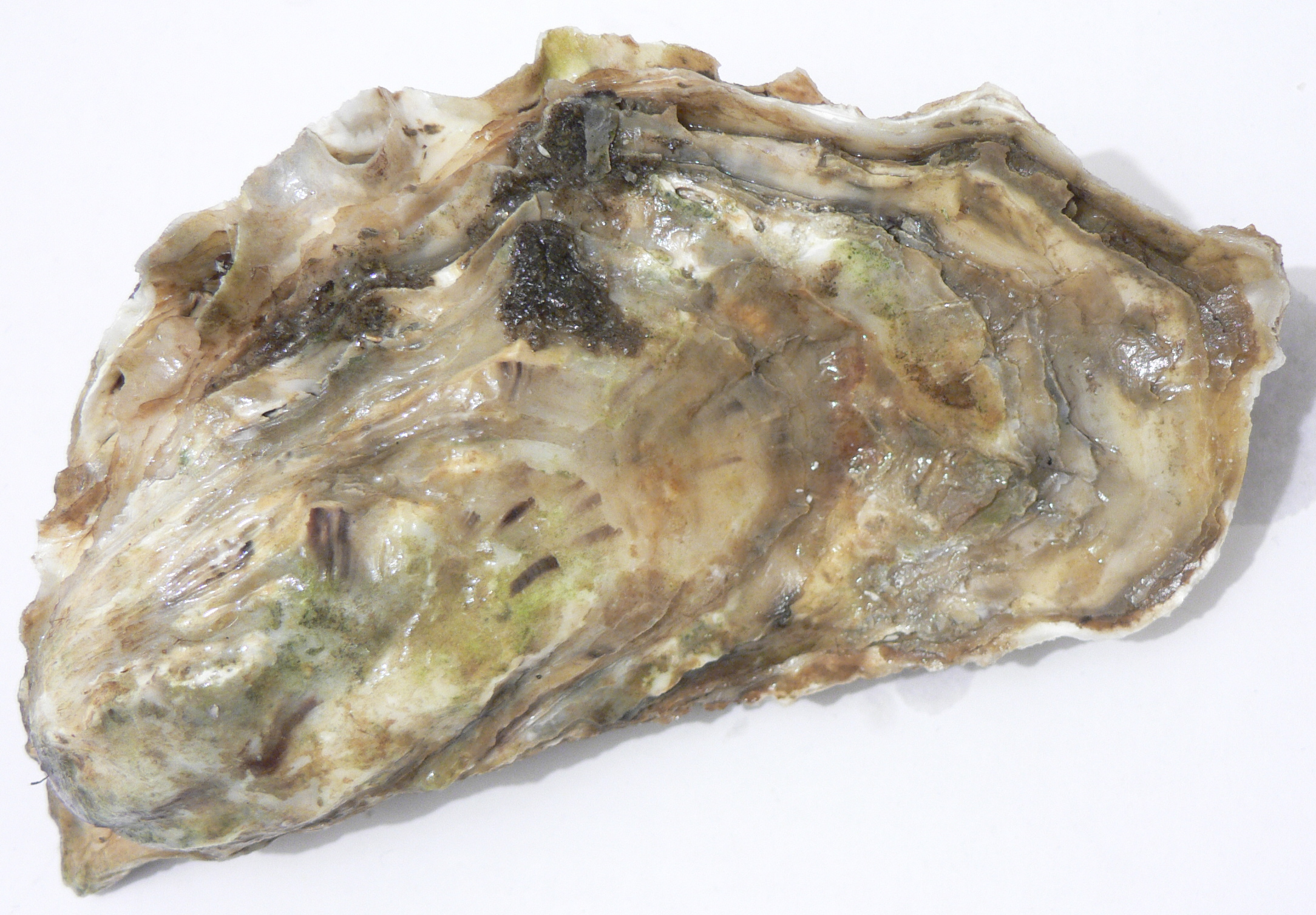
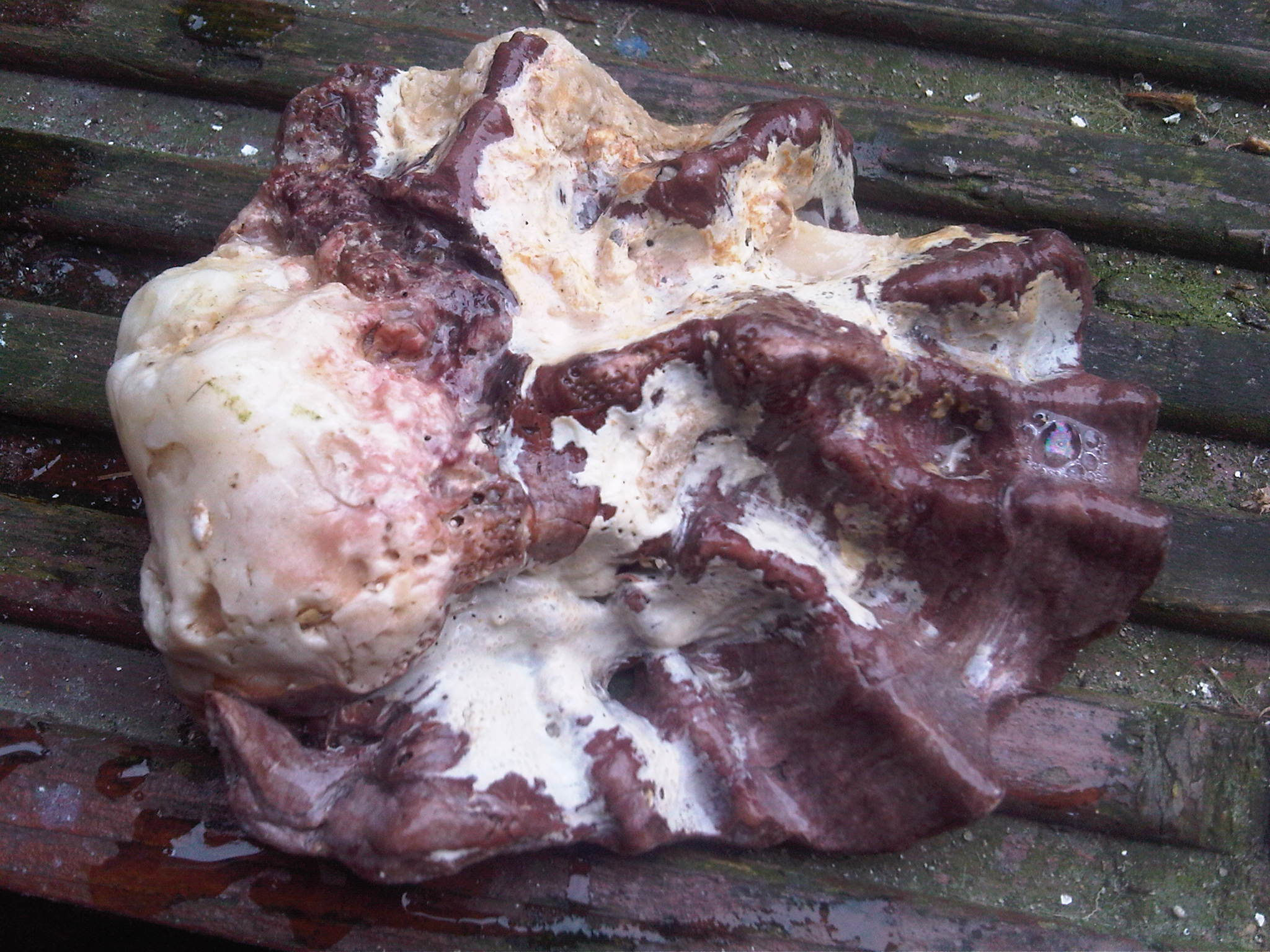
Thaiföldi példány egyik
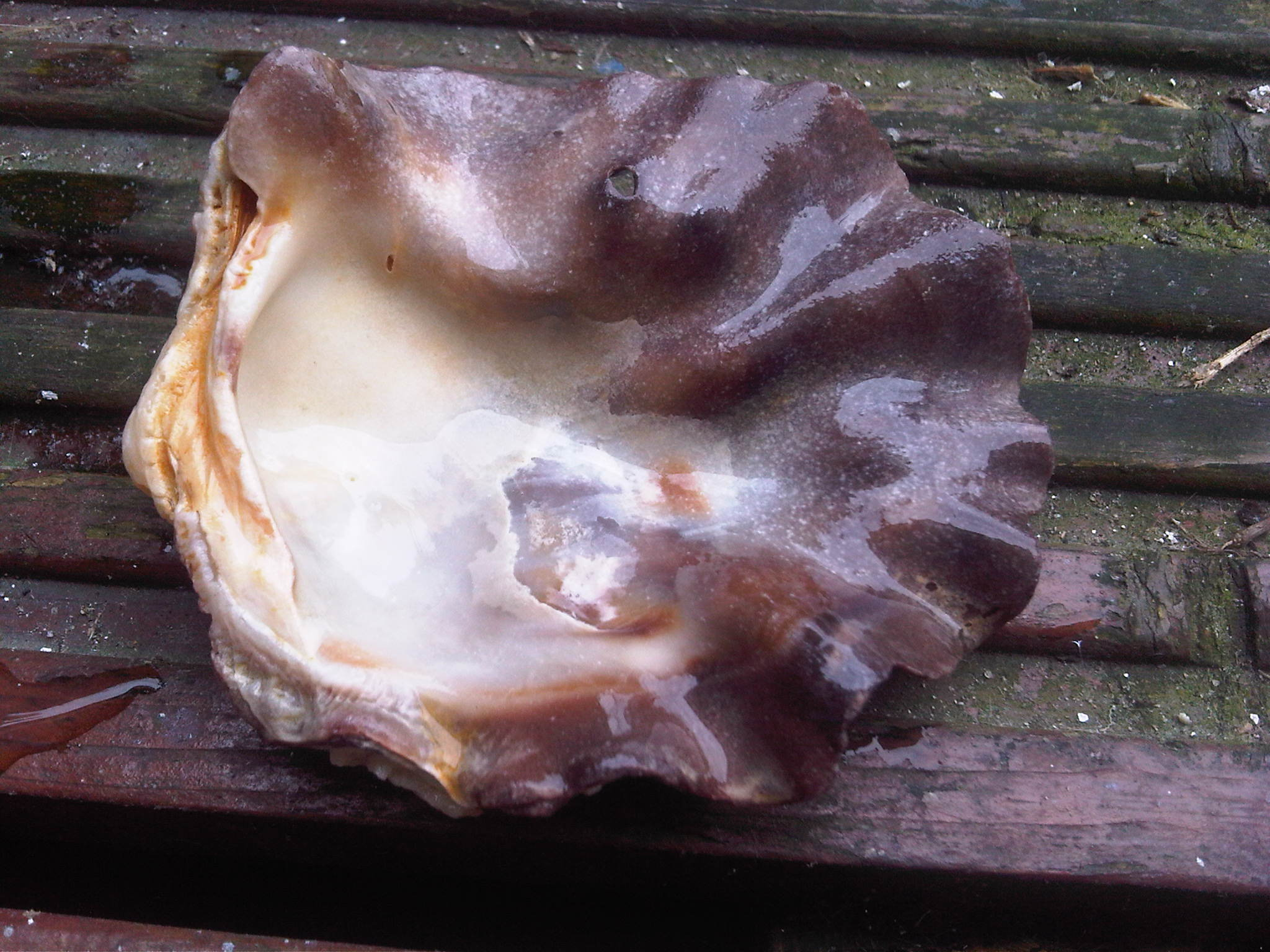
héjának mindkét oldala
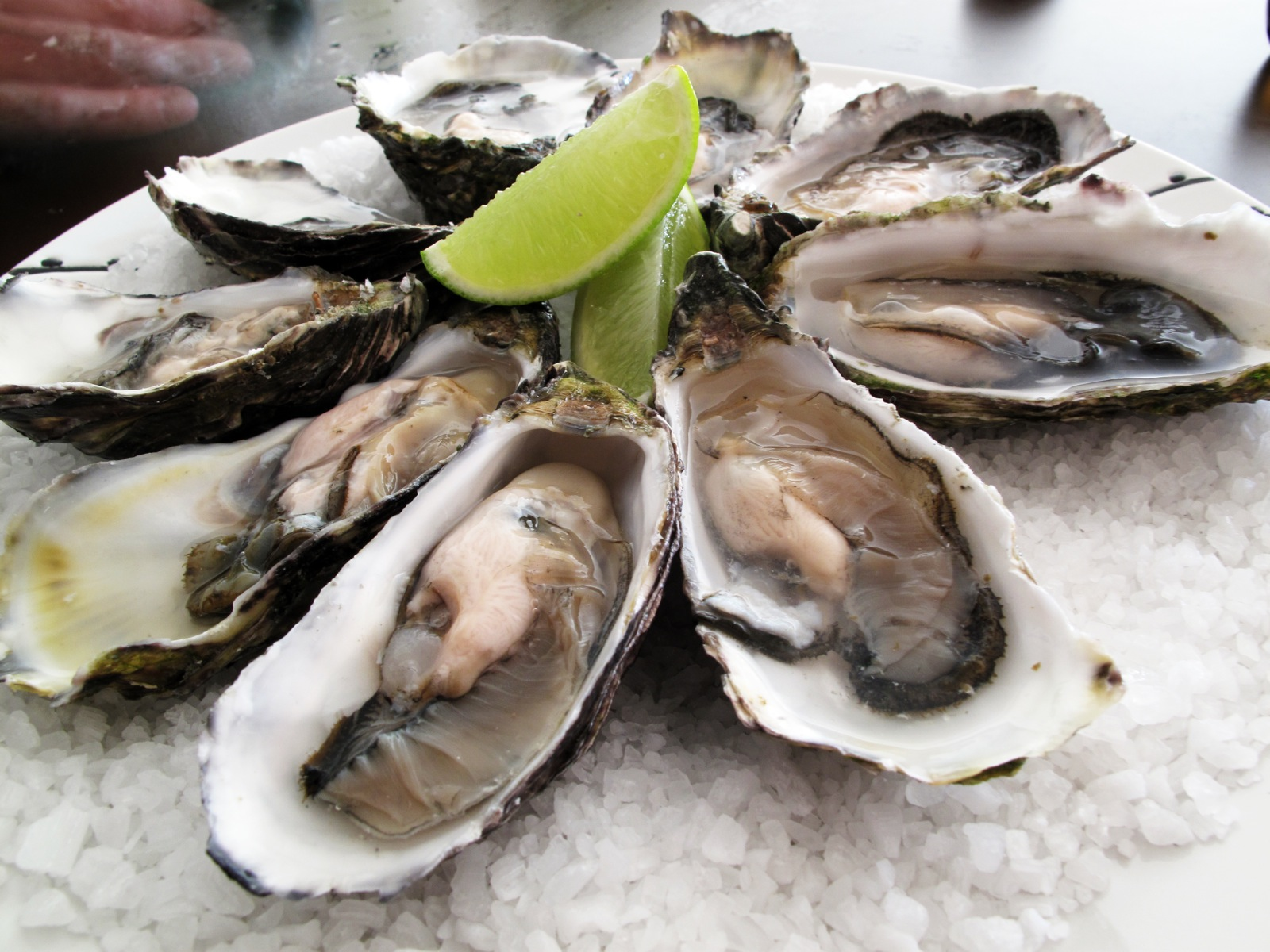
Ételként elkészítve

### Fordítás
- Ez a szócikk részben vagy egészben  a   Pacific oyster című angol Wikipédia-szócikk ezen változatának fordításán alapul.  Az eredeti cikk szerkesztőit annak laptörténete sorolja fel. Ez a jelzés csupán a megfogalmazás eredetét és a szerzői jogokat jelzi, nem szolgál a cikkben szereplő információk forrásmegjelöléseként.